# Siandor Andor
Siandor Andor is een bestuurslaag in het regentschap Tapanuli Utara van de provincie Noord-Sumatra, Indonesië. Siandor Andor telt 567 inwoners (volkstelling 2010).